# Nifontovite
La nifontovite è un minerale.